# Gertrud av Sulzbach
Gertrud av Sulzbach, född 1110, död 1146, var drottning av Tyskland 1138-1146, gift med kung Konrad III av Tyskland. 